# Менезес, Жуан
Жуан Лукас Магальяэс Хуэб де Менезес (порт. João Lucas Magalhães Hueb de Menezes; род. 17 декабря 1996, Убераба) — бразильский профессиональный теннисист. Участник Олимпийских игр 2020 года; чемпион Панамериканских игр (2019); победитель двух турниров ATP Challenger (1 — в одиночном разряде); победитель двенадцати турниров ITF (5 — в одиночном разряде).
Финалист одного юниорского турнира Большого шлема в парном разряде (Открытый чемпионат США-2014).

## Общая информация
Родился 17 декабря 1996 года в городе Убераба, в Бразилии.

## Спортивная карьера
В 2015—2018 годах стал победителем пяти турниров ITF в одиночном разряде.
В 2015—2017 годах стал победителем ещё семи турниров ITF в парном разряде.

### 2019—2021
В мае 2019 года, в Самарканде (Узбекистан) стал победителем Challenger-турнира, в финале взяв верх над индийцем Сумитом Нагалом, занимающим 303-е место мирового рейтинга, со счётом: 5-7, 6-4, 6-3.
В июле 2021 года, в Токио (Япония) участвовал на Олимпийских играх в одиночном разряде, но в первом круге проиграл хорвату Марину Чиличу со счётом: 7-6, 5-7, 6-7.

## Рейтинг на конец года
| Год  | Одиночный рейтинг | Парный рейтинг |
| 2022 | 958               | —              |
| 2021 | 230               | 368            |
| 2020 | 194               | 265            |
| 2019 | 191               | 571            |
| 2018 | 349               | 1173           |
| 2017 | 536               | 597            |
| 2016 | 756               | 916            |
| 2015 | 545               | 932            |
| 2014 | 748               | 1111           |
| 2013 | —                 | 922            |
| 2012 | 1928              | —              |